# ادریس البا
ادریسا آکونا اِلبا (انگلیسی: Idrissa Akuna Elba؛ زادهٔ ۶ سپتامبر ۱۹۷۲) بازیگر و موسیقی‌دان انگلستانی است. او جوایز مختلفی از جمله یک جایزهٔ گلدن گلوب و دو جایزهٔ انجمن بازیگران فیلم برنده شده‌است. مجلهٔ تایم در سال ۲۰۱۶ او را یکی از ۱۰۰ نفر از تاثیرگزارترین اشخاص جهان معرفی کرد. او صدا پیشه ناکلز در سری لایو اکشن های سونیک خارپشت است.  تا مهٔ ۲۰۱۹، فیلم‌هایش بیش از ۹٫۸ میلیارد دلار در گیشهٔ جهانی فروش داشته‌است.
البا در فیلم‌های گانگستر آمریکایی (۲۰۰۷) و پرومتئوس (۲۰۱۲) از ریدلی اسکات حضور داشته‌است. او برای ایفای نقش در مجموعهٔ تلویزیونی لوتر (۲۰۱۰–۲۰۱۹) برندهٔ جایزهٔ گلدن گلوب شد. البا نقش هایمدال را در چند فیلم ابرقهرمانی دنیای سینمایی مارول از جمله ثور (۲۰۱۱) و دنباله‌هایش ثور: دنیای تاریک (۲۰۱۳) و ثور: رگناروک (۲۰۱۷) ایفا کرده‌است. او در فیلم هیولایی حاشیه اقیانوس آرام (۲۰۱۳) ایفای نقش کرده و برای جانوران بدون کشور (۲۰۱۵) نامزد دریافت جایزهٔ گلدن گلوب و بفتا شد. همچنین در کنار کیت وینسلت در فیلم درام کوه میان ما (۲۰۱۷) حضور داشته‌است. او همچنین در فیلم اکشن هابز و شاو (۲۰۱۹) حضور داشته و نقش بلاداسپورت را در فیلم ابرقهرمانی جوخه انتحار (۲۰۲۱) ایفا کرده‌است. از نقشهای شاخص دیگر او به ایفای نقش یک گنگستر بنام روفوس باک در فیلم وسترن هرچه قوی‌تر، سخت‌تر زمین‌می‌خوری (۲۰۲۱) می‌توان اشاره کرد.همچنین صدا پیشگی شخصیت ناکلز در سری لایو اکشن های سونیک خارپشت را انجام میدهد.
غیر از بازیگری، البا به‌عنوان دی‌جی تحت نام دی جی بیگ دریس و به‌عنوان موسیقی‌دان ژانر آراندبی فعالیت دارد. او در سال ۲۰۱۶ به‌پاس خدماتش در صنعت نمایش به مقام افسر والا مقام امپراتوری بریتانیا (OBE) منصوب شد.

## ابتدای زندگی

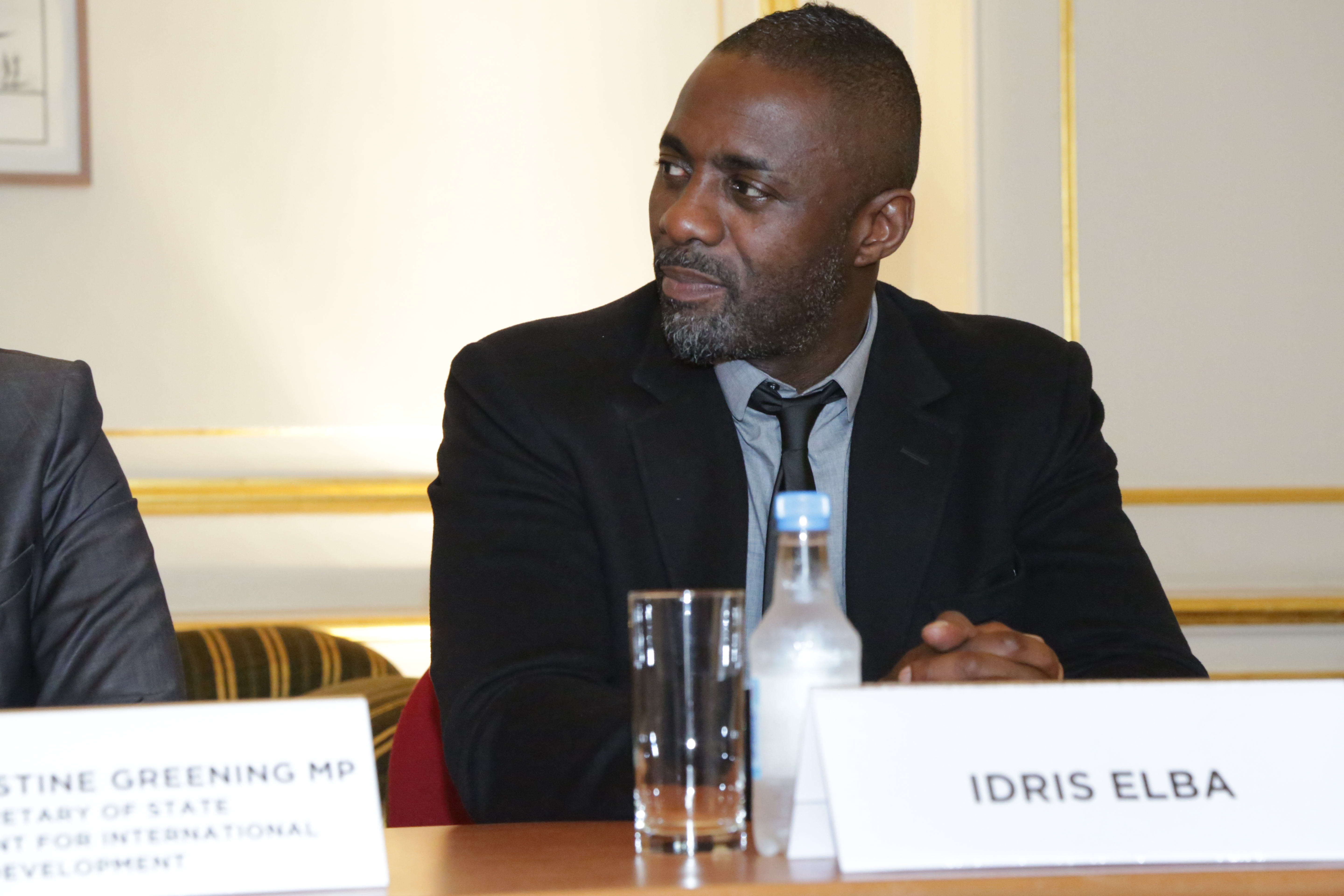
ادریس البا در کنفرانس "شکست دادن ابولا در سیرالئون" پدر او اهل سیرالئون بود و همانجا با مادرش ازدواج کرد

ادریسا البا متولد ۶ سپتامبر ۱۹۷۲ در منطقه هکنی لندن است. والدین او در سیارا لئون ازدواج کردند و بعدها به لندن نقل مکان کردند. البا در هکنی و ایست‌هام بزرگ شد. او در مدرسه‌ای در کنینگ تاون اسمش را به «ادریس» مختصر کرد و در همان‌جا نیز با بازیگری درگیر شد. بعد از اینکه تبلیغی را مشاهده کرد و برای بازی کردن در آن آزمایش هنرپیشگی داد و هنگامی که برای آن نقش بازی می‌کرد، متعاقباً اولین مدیر برنامه‌اش را ملاقات کرد. در سال ۱۹۸۶ به عمو خود کمک کرد تا دی‌جی عروسی‌اش باشد. در طول یک‌سال، او شرکت دی‌جی خودش را به کمک برخی از دوستاش شروع کرد.
البا در ۱۹۸۸ مدرسه را ترک کرد و بعد از بورسیه ۱۵۰۰ یورویی از طرف پرینس تراست، مکانی در تئاتر موسیقی ملی جوانان را به دست آورد و برای مدت کوتاهی در کالج بارکینگ و دانینگ‌هام شرکت کرد. برای حمایت کردن از خودش در میان نقش‌هایش در شغل‌های اولیه‌اش، کارهای عجیبی مانند تماس سرد، جابجایی تایر و شیفت‌های شبانه در فور دانینگ‌هام انجام داد. او در کلاب‌های شبانه با لقب «بیگ دریس» در میانه نوجوانی‌اش کار کرد ولی در ابتدای بیست‌سالی‌اش برای نقش‌های تلویزیونی تست داد.
اولین نقش بازیگری البا در کرایم‌واچ بود که داستانش دربارهٔ اظهارنظر دربارهٔ قتل بود. در ۱۹۹۴ او در درامای کودکانه بی‌بی‌سی که بند خیابان چکمه‌ای نام داشت بازی کرد.

## فیلم‌شناسی
| سال  | عنوان                        | نقش              | توضیحات              |
| ---- | ---------------------------- | ---------------- | -------------------- |
| ۱۹۹۹ | Belle maman                  |                  |                      |
| ۲۰۰۰ | جور کردن                     | جَم               |                      |
| ۲۰۰۱ | سربازان بوفالو               |                  |                      |
| ۲۰۰۳ | یک عشق                       | آرون             |                      |
| ۲۰۰۵ | انجیل                        |                  |                      |
| ۲۰۰۵ | گاهی اوقات در آوریل          |                  |                      |
| ۲۰۰۷ | دختران کوچک پدر              |                  |                      |
| ۲۰۰۷ | امتحان ایمان                 | بن               |                      |
| ۲۰۰۷ | ۲۸ هفته بعد                  |                  |                      |
| ۲۰۰۷ | گانگستر آمریکایی             |                  |                      |
| ۲۰۰۷ | این کریسمس                   |                  |                      |
| ۲۰۰۸ | شب پرام                      |                  |                      |
| ۲۰۰۸ | راکنرولا                     |                  |                      |
| ۲۰۰۸ | قرارداد انسانی               |                  |                      |
| ۲۰۰۹ | متولدنشده                    |                  |                      |
| ۲۰۰۹ | وسواس                        |                  |                      |
| ۲۰۱۰ | میراث                        |                  |                      |
| ۲۰۱۰ | بازنده‌ها                     |                  |                      |
| ۲۰۱۰ | سارقان                       |                  |                      |
| ۲۰۱۱ | ثور                          | هایمدال          |                      |
| ۲۰۱۱ | گوست رایدر: روح انتقام       |                  |                      |
| ۲۰۱۲ | پرومتئوس                     |                  |                      |
| ۲۰۱۳ | حاشیه اقیانوس آرام           |                  |                      |
| ۲۰۱۳ | ثور: دنیای تاریک             | هایمدال          |                      |
| ۲۰۱۳ | ماندلا: راه طولانی به آزادی  | نلسون ماندلا     |                      |
| ۲۰۱۴ | عمل بد                       |                  |                      |
| ۲۰۱۴ | آسفالت ۲                     |                  |                      |
| ۲۰۱۴ | ظهور مجدد عیسی               |                  |                      |
| ۲۰۱۵ | تفنگدار                      |                  |                      |
| ۲۰۱۵ | انتقام‌جویان: عصر اولتران     | هایمدال          |                      |
| ۲۰۱۵ | جانوران بدون کشور            |                  |                      |
| ۲۰۱۶ | زوتوپیا                      |                  |                      |
| ۲۰۱۶ | کتاب جنگل                    |                  |                      |
| ۲۰۱۶ | جشن ملی فرانسه               |                  |                      |
| ۲۰۱۶ | در جستجوی دوری               |                  |                      |
| ۲۰۱۶ | ۱۰۰ خیابان                   |                  |                      |
| ۲۰۱۶ | فراتر از پیشتازان فضا        |                  |                      |
| ۲۰۱۷ | برج تاریک                    |                  |                      |
| ۲۰۱۷ | بازی مالی                    |                  |                      |
| ۲۰۱۷ | کوه میان ما                  |                  |                      |
| ۲۰۱۷ | ثور: رگناروک                 | هایمدال          |                      |
| ۲۰۱۸ | انتقام‌جویان: جنگ ابدیت       | هایمدال          | حضور افتخاری         |
| ۲۰۱۸ | یاردی                        | —                |                      |
| ۲۰۱۹ | هابز و شاو                   |                  |                      |
| ۲۰۱۹ | گربه‌ها                       |                  |                      |
| ۲۰۲۰ | گاوچران مقاوم                |                  |                      |
| ۲۰۲۱ | جوخهٔ انتحار                  | بلاداسپورت       |                      |
| ۲۰۲۱ | هرچه قوی‌تر، سخت‌تر زمین‌می‌خوری | روفوس باک        |                      |
| ۲۰۲۲ | سونیک خارپشت ۲               | ناکلز اکیدنا     | صداپیشه              |
| ۲۰۲۲ | ثور: عشق و تندر              | هایمدال          | حضور کوتاه           |
| ۲۰۲۲ | هیولا                        | دکتر نیت ساموئلز |                      |
| ۲۰۲۲ | سه هزار سال حسرت             | جن               |                      |
| ۲۰۲۲ | پسرک، موش‌کور، روباه و اسب    | فاکس             | صداپیشه              |
| ۲۰۲۳ | لوتر: سقوط خورشید            | جان لوتر         |                      |
| ۲۰۲۳ | استخراج ۲                    | آلکات            | حضور افتخاری         |
| ۲۰۲۴ | سونیک خارپشت ۳               | ناکلز اکیدنا     | صداپیشه؛ درحال تولید |
| TBA  | سران کشورها                  | TBA              | فیلم‌برداری           |